# Étienne de Martellange
Ne doit pas être confondu avec Étienne Martellange.
Étienne de Martellange est un peintre français, actif à Lyon au XVIe siècle ; il est né à Saint-Péray vers 1540 en Ardèche et mort vers 1603. Il est le père d'Étienne Martellange, qui possède une plus grande notoriété par son activité d'architecte.

## Biographie
Il serait un élève d'un peintre-verrier de Valence, Jean Martellange, puis a été celui de Giovanni Capassini, peintre italien installé à Lyon. Sa notoriété propre provient essentiellement de ses portraits réalisés entre 1566 et 1577, œuvre fortement influencée par Jean Perréal et Corneille de Lyon.

## Œuvres
- Portrait de Pierre Phoenix, 1561, Musée des Beaux-Arts de Dole[2].
- Portrait d'échevin, huile sur bois, 1568, Musée Gadagne, Lyon[3].
- Portrait de femme âgée de vingt-quatre ans, huile sur bois, vers 1570, Musée de Grenoble[4],[1].
- Portrait de femme inconnue, huile sur bois, 1571, Musée de Versailles[5].
- Vierge, copie de la tête de la Vierge de la Madone Bridgewater de Raphaël, huile sur bois, 1577[6].

## Expositions
- 23 octobre 2015 - 25 janvier 2016 : Lyon Renaissance. Arts et humanisme, Musée des Beaux-Arts, Lyon[7].